# Здание Ольгинской женской гимназии (Владикавказ)

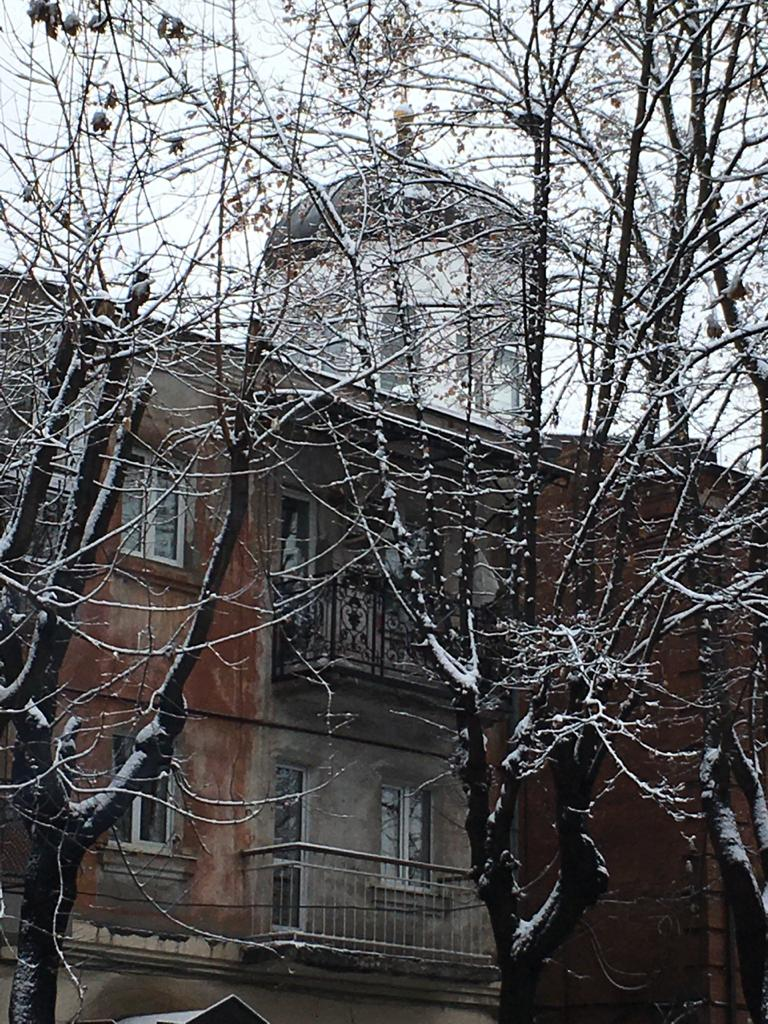
Купол домового храма

Здание Ольгинской женской гимназии — памятник градостроительства и архитектуры во Владикавказе, Северная Осетия. Выявленный объект культурного наследия России. Находится на улице Маркуса, 24. В конце XIX века Ольгинская гимназия была одним из крупнейших зданий города и одним из первых капитальных зданий Владикавказа.

## История
В 1861 году по инициативе супруги батарейного командира Верёвкиной была основана благотворительная элементарная женская школа. На собранные благотворительные средства были приобретены учебные пособия и принята на работу учительница, которая давала уроки рукоделия. В 1865 году жена наместника Кавказа князя Михаила Николаевича княгиня Ольга Фёдоровна, будучи во Владикавказе, посетила эту школу, после чего выделила ежегодное пособие в размере 150 руб. на нужды этой школы. После этого визита власти города также предоставили школе единовременную помощь в размере 2000 руб. и ежегодное вспомоществование в размере 1000 руб. В 1866 году генерал Чертков пожертвовал городским властям 11 тысяч руб. на развитие образования во Владикавказе. Начальник области Михаил Лорис-Меликов распорядился передать эти средства школе Верёвкиной.
В 1867 году школа приобрела государственный статус и она стала называться в честь книягини Ольги Фёдоровны «Ольгинское женское училище 2-го разряда». В 1869 году школа приобрела земельный участок на Марьинской улице, где сегодня находится современное здание. На этом участке было построено первое временное здание училища, которое вскоре была преобразовано в гимназию с названием «Ольгинская женская гимназия». 8 сентября 1874 года состоялось торжественное открытие Ольгинской женской гимназии. В 1875 году было построено современное здание гимназии по проекту архитектора Н. Д. Маламы.
В 1892 году (по другим сведениям — в 1890 году) была священа домовая церковь, которая сохранилась до нашего времени. В 1893 году в гимназии открылись педагогические классы.
Обучение в гимназии было платным. Существовала система стипендий для малообеспеченных учениц. В частности, Терское войско выделяло ежегодно средства для обучения тридцати гимназисток. В середине 1890-х годов в гимназии действовало 11 основных и 6 параллельных классов. В ней обучалось около 600 учеников. На конец 1917 года в гимназии обучалось 1063 гимназисток.
В гимназии преподавали первый настоятель Осетинской церкви священник Алексей Георгиевич Гатуев (с 1894 года), с 1871 по 1910 года — археолог-кавказовед Василий Иванович Долбежев, с 1906 года — поэт Евгений Яковлевич Архиппов, священник Иасон Дмитриевич Мамацев, который в 1887 году построил Свято-Троицкую братскую церковь.
В мае 1917 года в помещении гимназии проходил Первый съезд Союза горцев Северного Кавказа.
После Октябрьской революции в здании действовал Владикавказский Совет рабочих и солдатских депутатов, городской комитет РСДРП. С 1920 года в гимназии находился Терский институт народного образования (с 1922 года — Северо-Осетинский педагогический институт), который впоследствии стал Северо-Осетинским государственным университетом. В 1938—1939 годах здесь обучался Герой Советского Союза Георгий Калоев.
В 1937 году во дворе института был установлен бюст Александра Пушкина и в 1962 году на этом же месте — бюст Коста Хетагурова.
В 1942 году в здании располагались эвакуационные госпитали № 2008, 4045 и формировались подразделения 1 полка Северо-Осетинской связной бригады народного ополчения. В настоящее время в здании находится физико-технический факультет Северо-Осетинского университета.

## Галерея

Мемориальная доска Михаилу Юрьевичу Гадиеву
Мемориальная доска Сергею Кирову